# Peloparion helenae
Peloparion helenae är en snäckart som först beskrevs av Henry Haversham Godwin-Austen 1883.  Peloparion helenae ingår i släktet Peloparion och familjen Helicarionidae. Inga underarter finns listade i Catalogue of Life.